# Salón de la Plástica Mexicana

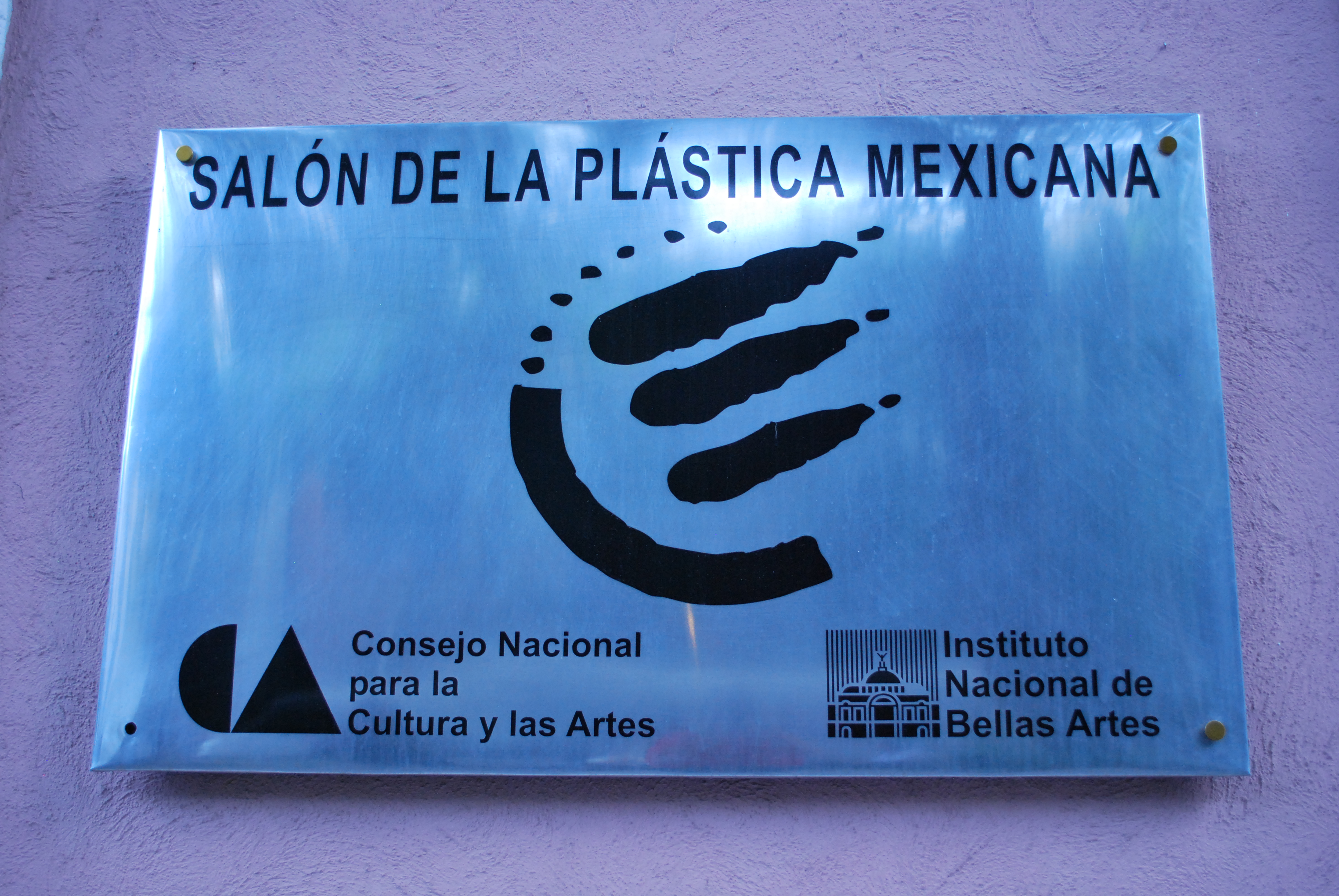

Salón de la Plástica Mexicana é um museu de arte especializado em artes plásticas, que foi fundado por um grupo de artistas notáveis em 16 de novembro de 1949, localizado na Cidade do México.